# Hélène Cornen
 (mars 2020).
Si vous disposez d'ouvrages ou d'articles de référence ou si vous connaissez des sites web de qualité traitant du thème abordé ici, merci de compléter l'article en donnant les références utiles à sa vérifiabilité et en les liant à la section « Notes et références ».
Hélène Cornen, née le 5 février 1963, est une scénariste de bande dessinée française.

## Œuvre
- Les Korrigans d'Elidwenn, scénario d'Hélène Cornen, dessins de François Plisson, Les éditions de la Fibule,

1. La Porte des légendes, 2005  (ISBN 2-9523621-0-6)
2. Le Mystère des hommes-crabes, 2006  (ISBN 2-9523621-1-4)
3. Les Korils des bois[1], 2006  (ISBN 2-9523621-2-2)
4. Les Poulpikans d'Ouessant, 2008  (ISBN 2-9523621-3-0)
5. La Licorne de Brocéliande[2], 2009  (ISBN 2-9523621-6-5)

- Tristan le Ménestrel, scénario d'Hélène Cornen, dessins de François Plisson, Dargaud

1. Le Sortilège d'Ysandrelle, 1987  (ISBN 2-87129-022-9)
2. L'Île des rois maudits, 1988  (ISBN 2-87129-032-6)
3. L'Appel des druides, 1989  (ISBN 2-87129-052-0)
4. L'Élixir de l'oubli, 1990  (ISBN 2-87129-061-X)
5. Bolbec le noir, 1991  (ISBN 2-87129-064-4)
6. Ianna, 1994  (ISBN 2-20504-154-1)
7. Les Conquérants du soleil, 1995  (ISBN 2-20504-237-8)

- La Tartare, scénario d'Hélène Cornen, dessins de François Plisson, Soleil Productions, collection Soleil noir

1. Orchidée, 1995  (ISBN 2-87764-274-7)

- Uderzo croqué par ses amis[3], scénario d'Hélène Cornen (et collectif), dessins : collectif, Soleil Productions, 1996